# Augenflecksalmler
Der Augenflecksalmler (Aphyocharax paraguayensis) (auch Sonnensalmler oder Schwanzflecksalmler) ist ein in den Gewässern Paraguays beheimateter Süßwasserzierfisch aus der Salmlerfamilie der Characidae, der durch seine leuchtenden Farben auffällt.
Die etwa 4,5 cm groß werdenden Fische eignen sich uneingeschränkt zur Haltung auch in kleineren Aquarien, wo sie auch mit anderen Arten vergesellschaftet werden können. Da der Augenflecksalmler ein Schwarmfisch ist, sollte er auch in Gefangenschaft in Gruppen von mindestens sechs Tieren gehalten werden.
Manche Aquarianer haben darüber berichtet, dass die Art sich auch von Flossen und Schuppen anderer Fische zu ernähren scheint.